# Бюксфлинт
Бюксфлинт (нем. Büchsflinte, от  Büchse — винтовка и Flinte — ружьё) — тип двуствольного оружия, где стволы представлены разными калибрами, один — гладкий (для дроби), а второй — нарезной (для пули). Иногда бюксфлинт называют «двойник». Так же используется наименование "комбинированное ружье" (не путать с "комбинированным оружием").

## Особенности
Стволы в бюксфлинте расположены горизонтально. Двойник с вертикальным расположением стволов называется бокбюксфлинт (нем. Bockbüchsflinte). Бюксфлинты встречаются как однозамкового (после каждого выстрела оружие остается в невзведенном состоянии), так и двузамкового (два ударника взводятся одновременно, второй выстрел можно произвести без повторного взведения) типа.
Появление бюксфлинта приписывается к началу XX века на территории Германии, Австрии и Швейцарии, где бюксфлинт активно использовался для охоты на дичь. Различие в калибрах сделало бюксфлинт весьма популярным видом оружия в послевоенной Германии. На сегодняшний день наиболее известными производителями ружей типа бюксфлинт являются оружейные мастерские Krieghoff и «Блазер» (нем. Blaser).

## Интересные факты
В романе Валентина Пикуля «Богатство» (1977 года) бюксфлинтом называется трёхствольное комбинированное ружьё (тройник, или дриллинг).